# Leerlaufverlust (Elektrotechnik)
Leerlaufverluste treten in der Elektrotechnik bei Maschinen auf, wenn elektrische Leistung zugeführt, aber keine Nutzleistung abgegeben bzw. entnommen wird. Der Wirkungsgrad beträgt im Leerlauf null Prozent, die aufgenommene Leistung wird vor allem als Abwärme an die Umgebung abgegeben. Aus wirtschaftlichen Überlegungen sollten Leerlaufverluste möglichst klein gehalten und im Idealfall durch Trennung des Geräts von der Stromversorgung gänzlich vermieden werden.
Elektrische Maschinen umfassen neben den rotierenden Maschinen wie den Elektromotoren auch Transformatoren und im weitesten Sinn auch verschiedene Formen von Netzteilen zur Stromversorgung, die ohne angeschlossene Last betrieben werden können.
Von den Leerlaufverlusten sind die Lastverluste zu unterscheiden, die bei der Entnahme einer Leistung auftreten und durch diese Entnahme bedingt sind. Die Leerlaufverluste und die Lastverluste ergeben zusammen die Gesamtverluste.
Da der Wirkungsgrad üblicherweise von der entnommenen (Nutz-)Leistung abhängt, ist für elektrische Maschinen der Wirkungsgrad im Regelfall auf den Betriebsbereich bei Nennlast bezogen.

## Arten
Leerlaufverluste treten bei verschiedenen elektrotechnischen Geräten auf. Im Folgenden sind einige Ursachen und Größenordnungen der Leerlaufverluste dargestellt.

### Transformator
Die Leerlaufverluste eines Transformators werden bei Nennspannung und ohne Last ermittelt. Bei größeren Transformatoren, insbesondere Leistungstransformatoren, entstehen diese Leerlaufverluste primär durch die Eisenverluste im magnetischen Kern. Der Kern wird durch den Wechselstrom periodisch ummagnetisiert, was zu Verlusten durch Hysterese und Wirbelströme führt. Bei kleineren Transformatoren, im Bereich unter 20 VA, spielen auch die Kupferverluste durch den ohmschen Widerstand der Wicklungen eine größere Rolle.
Zur Minimierung der Eisenverluste wird das Trafoblech im magnetischen Kern geschichtet aufgebaut. Je kleiner die Schichtdicke, desto geringer die Wirbelstromverluste. Schichtdicken unter 0,5 mm sind üblich. Andere Verbesserungen betreffen die Werkstoffauswahl für den magnetischen Kern, die Geometrie des Kerns und die Luftspaltfreiheit.
Konkret betragen die Leerlaufverluste:
- bei einem Leistungstransformator mit 1 MVA, wie sie als Maschinentransformator angewendet werden und mit einem Baujahr aus den 1990er Jahren: um die 6,5 kW
- bei einem Ortsnetztransformator mit 250 kVA Nennleistung zur Versorgung eines Niederspannungsnetzes, wie sie in kleineren Transformatorenstationen oder als Masttransformator eingesetzt werden: einige 100 W
- bei Kleinleistungstransformatoren unter 20 VA und Betrieb an Netzfrequenz, wie sie im Haushaltsbereich beispielsweise in einfachen Steckernetzteilen eingesetzt werden: um die 2 W.

Die absolute Verlustleistung nimmt bei den zuletzt genannten kleinen Leistungen bei Netzfrequenz nach unten hin kaum noch ab; bei Leistungen unter 4 VA ist die Leistungsaufnahme zufolge Leerlauf dann bereits in der gleichen Größenordnung wie die Nennleistungsaufnahme. Zur Vermeidung der Leerlaufverluste werden in diesen Leistungsbereichen bevorzugt Schaltnetzteile eingesetzt, die aufgrund der höheren Betriebsfrequenz grundsätzlich kleinere Leerlaufverluste aufweisen.
Alternativ dazu werden auch Ringkerntransformatoren eingesetzt, die eine ca. 100 Mal geringere Leerlaufstromaufnahme haben als eckige Transformatoren.

### Elektromotor
Bei Elektromotoren setzen sich die Leerlaufverluste aus zwei wesentlichen Komponenten zusammen:
- den Eisenverlusten im magnetischen Kern, die die gleichen Ursachen wie bei Transformatoren haben, und
- den Verlusten infolge der Reibung in den Lagern, die bei der Drehbewegung des laufenden Elektromotors auch ohne äußere Belastung auftreten.

Um die Reibungsverluste in den Maschinenelementen im Leerlauf zu erfassen, ist es notwendig, dass sich der Motor mit der Bemessungsdrehzahl dreht, ebenso muss bei Elektromotoren mit magnetischer Erregung der Erregerstrom, der bei allen Erregermaschinen die Eisenverluste im magnetischen Kern bestimmt, dem Nennwert entsprechen.
Manche elektrische Maschinen, z. B. Reihenschlussmotoren, können im Leerlauf, also ohne bremsende Nutzlast, „durchgehen“, d. h. so hohe Drehzahlen erreichen, dass sie mechanisch zerstört werden.
Die Leerlaufverluste von Elektromotoren spielen u. a. in der Fördertechnik eine wesentliche Rolle, wo zyklisch zwischen verschiedenen Betriebsbereichen wie Volllast, Teillast und Leerlauf gewechselt wird. Durch Verbesserungen in der Förderanlagentechnik werden zunehmend nicht mehr die Elektromotoren mechanisch von der Fördereinrichtung abgekuppelt, sondern durch elektronische Umrichter auch im Teillastbetrieb effizienter betrieben und im Leerlauffall komplett abgeschaltet. Dadurch lassen sich die Leerlaufverluste der Motoren vermeiden, es fallen nur noch die deutlich geringeren Verluste durch den Bereitschaftsbetrieb der Umrichter an.